# Castelo de Mutigney

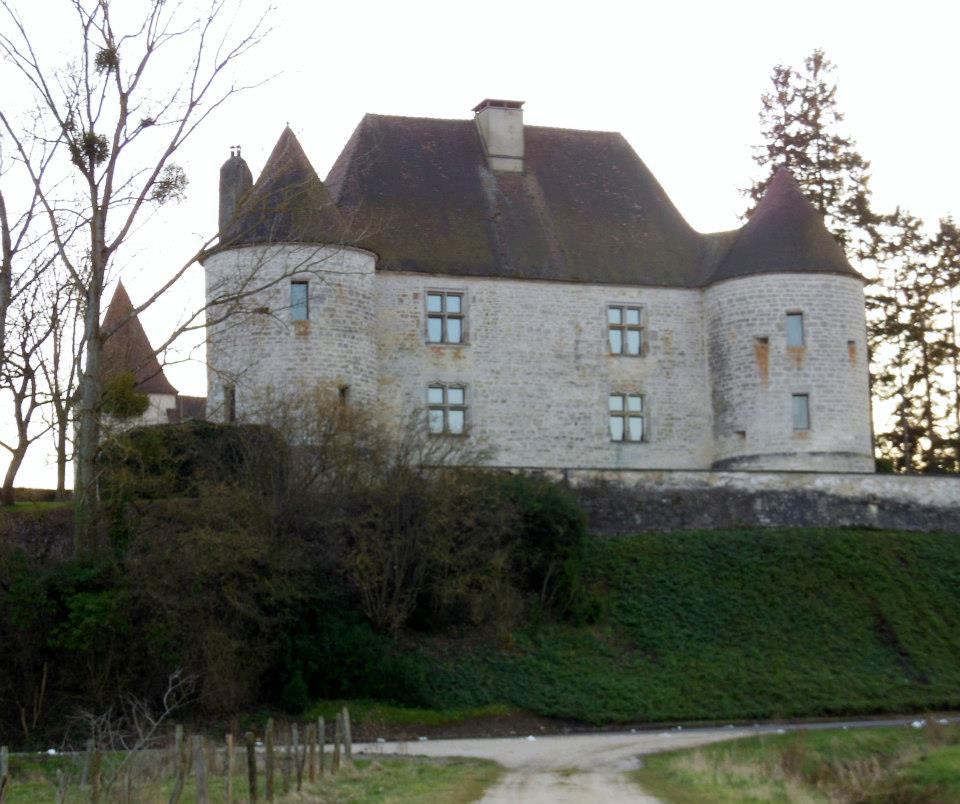
Foto do Château

O Château de Mutigney é um castelo em Mutigney, Jura, Franche-Comté, na França.

## História
Foi construído no século XV.

## Valor arquitectónico
Está classificado como monumento histórico oficial pelo Ministério da Cultura da França desde 1971.